# Paranortonia bicincta
Paranortonia bicincta är en stekelart som först beskrevs av Brethes 1920.  Paranortonia bicincta ingår i släktet Paranortonia och familjen Eumenidae. Inga underarter finns listade i Catalogue of Life.